# 木村荘十二
木村 荘十二（きむら そとじ、1903年9月4日 - 1988年8月10日）は東京府出身の映画監督。

## 人物
牛鍋チェーン店"いろは"経営者木村荘平の正妻の十二男として、東京市芝区三田四国町（現在の東京都港区芝）の"いろは"本店に生まれる。幼くして父を亡くし、4歳から二代目木村荘平夫妻に育てられる。小学校卒業後、奉公に出されたが、異母兄木村荘五に引き取られて教育を受け、荘五と共に新しき村に参加。
1924年に映画界入りを果たし、1930年『百姓万歳』で映画監督デビュー。1932年、新興キネマをストライキで解雇される。
1933年、自らの独立プロダクション音画芸術研究所とピー・シー・エル映画製作所（東宝の前身）の提携で、社会派映画『河向ふの青春』を作る。

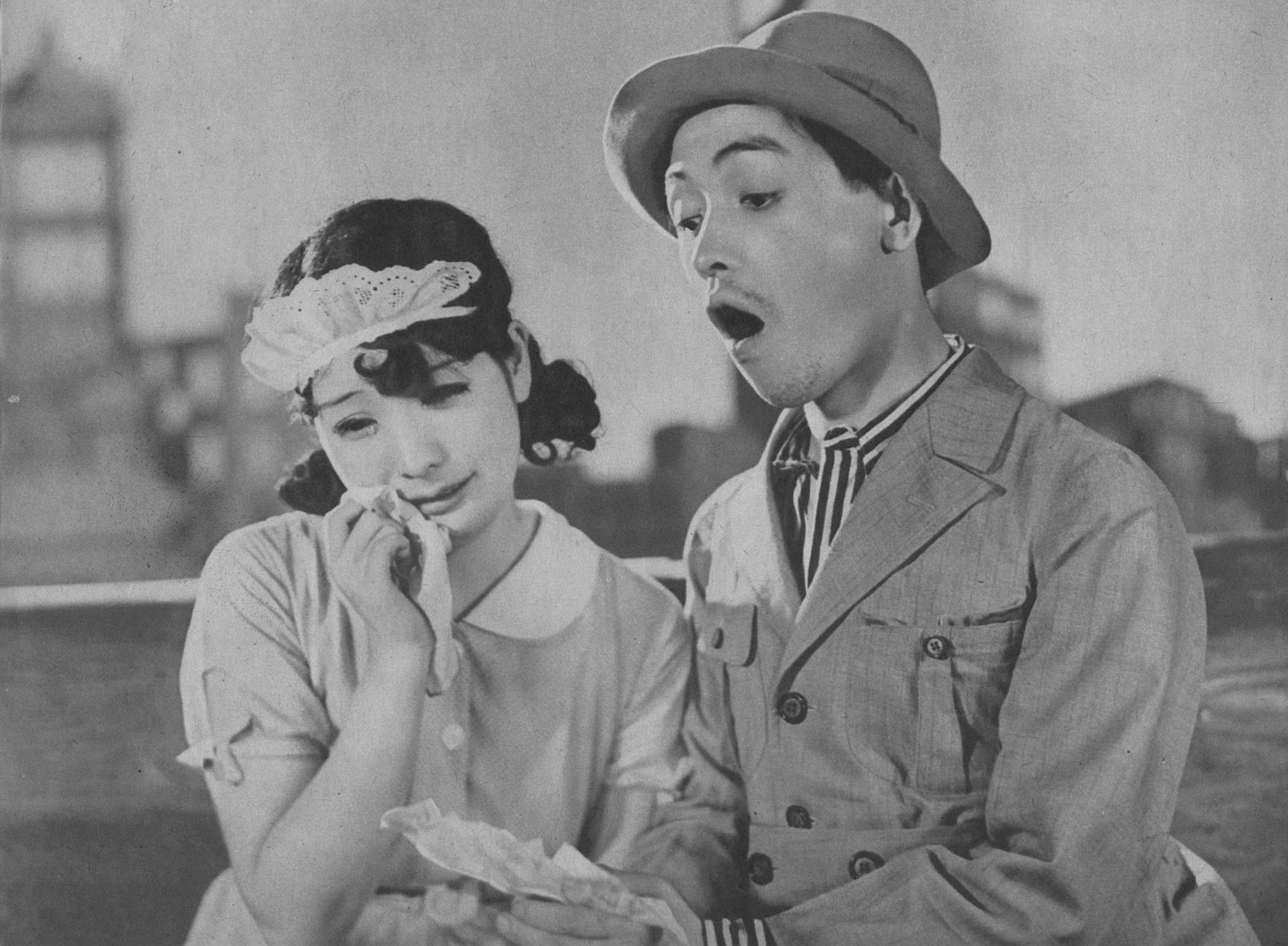
『音楽喜劇 ほろよひ人生』（1933年）の千葉早智子、藤原釜足

以後はPCLに所属。軽喜劇『音楽喜劇 ほろよひ人生』（1933年）などを経て、1936年、室生犀星原作の『兄いもうと』や三好十郎原作の『彦六大いに笑ふ』で進境を示し、PCLの代表的監督と目されるに至った。
1941年、満洲映画協会に移り、当地で敗戦を迎える。戦後も大陸に残って中華人民共和国の文化工作に協力。1953年に帰国してからは、『森は生きている』（1956年）など児童映画や反核映画を作り、日本共産党に入党した。
1986年、日本映画復興会議から特別功労賞を受ける。
異母姉木村曙や異母兄木村荘太、異母弟木村荘十はいずれも作家。異母兄木村荘八は画家。
妻は木村静江。1970年代以降は東京都江東区大島在住。地域の子供向けに、定期的に映画上映会を開催した。

## フィルモグラフィ

### 監督作品
- 普通選挙は国民の要求である（1925年）
- 質屋と花嫁と紳士（1930年、帝キネ）※公開前に焼失
- 百姓万歳（1930年、帝キネ）
- 都会病患者（1931年、帝キネ）
- 沈黙の愛（1931年、帝キネ）
- 故郷（1931年、新興）
- 陽気な食客（1932年、新興）
- 笑ふ父（1932年、新興）
- 河向ふの青春（1933年、音画芸術研究所）
- 音楽喜劇 ほろよひ人生（1933年、P.C.L.）
- 純情の都（1933年、P.C.L.）
- 只野凡児 人生勉強（1934年、P.C.L.）
- さくら音頭 涙の母（1934年、P.C.L.）
- 続・只野凡児（1934年、P.C.L.）
- エノケンの魔術師（1934年、P.C.L.）
- 放浪記（1935年、P.C.L.）
- 三色旗ビルディング（1935年、P.C.L.）
- 都会の怪異七時三分（1935年、P.C.L.）
- 女軍突撃隊（1936年、P.C.L.）
- 魔術の女王（1936年、P.C.L.）
- 兄いもうと（1936年、P.C.L.）
- 母なればこそ（1936年、P.C.L.）
- 彦六大いに笑ふ（1936年、P.C.L.）
- からゆきさん（1937年、P.C.L.）
- 日本女性読本（1937年、P.C.L.）
- 新選組（1937年、P.C.L.）
- 牧場物語（1938年、東宝映画）
- 揚子江艦隊（1939年、東宝映画）
- 海軍爆撃隊（1940年、東宝映画）
- 蘇少妹（1945年、満映）※完成せず
- 森は生きている（1956年、劇団俳優座＝独立映画）
- 長崎の子（1956年、共同映画）
- うなぎとり（1957年、歌舞伎座＝近代映画協会）
- 千羽鶴（1958年、共同映画）
- お母さんの幸福（1958年、桜映画）
- 愛することと生きること（1959年、桜映画）
- 海ッ子山ッ子（1959年、桜映画）
- 海の恋人たち（1960年、桜映画）
- 暴れん坊大将（1960年、新日本プロ）
- 日本の童謡（1961年、桜映画）
- 僕たちはギャングじゃない（1962年、MOMプロ）
- 未来につながる子ら（1962年、共同映画）
- 洪庵と一〇〇〇人の若ものたち（1963年、MOMプロ）
- 小さな灯をまもる人びと（1963年、桜映画）
- 順風家族（1965年、松崎プロ）
- 利根川水系（1968年、松崎プロ）
- 未来をひらく大動脈（1968年、松崎プロ）
- おおあなむちの冒険（1971年、共同映画＝人形劇団ひとみ座）
- 東京の下町（1975年、日本記録映画作家協会＝東京を記録する会）

### その他の作品
- 何が彼女をさうさせたか（1930年、帝国キネマ）助監督
- 更生の光（1940年、東宝映画文化映画部）脚本
- 利根の源流（1965年、松崎プロ）脚本
- 愛は17度線を越えて（1972年、ベトナム国立映画製作所）日本語字幕監修